# Przyspieszony Proces Zepsucia (album)
Przyspieszony Proces Zepsucia – jest to debiutancki album studyjny polskiej rapowej grupy Pokolenie Pewnej Zguby. Wydawnictwo ukazało się 20 listopada 2015 roku nakładem wytwórni The Generatz Crew Label. Płyta składa się z 21 utworów, na których gościnnie pojawili się tacy goście, jak: Popek, Nizioł, Egon, Hijack Hood, Arturo JSP, Rapszlak, Sowo (Rapokalipsa), EmigraczE. Od strony producenckiej swoje umiejętności pokazali: Profus, DonDe i Puzon, natomiast cuty i scr dograł DJ Gondek.

## Lista utworów
1. Przyspieszony Proces Zepsucia (prod. Profus, cuty DJ Gondek)
2. Rap Dedykowany (prod. Puzon, cuty DJ Gondek)
3. Zło Nie Śpi (prod. Profus, cuty DJ Gondek)
4. Wir (prod. Profus)
5. Sensei (feat. Sowo Rapokalipsa, prod. Profus)
6. Wszystko Się Uda (prod. Profus, cuty DJ Gondek)
7. Życie Korumpuje (prod. Profus, cuty DJ Gondek)
8. Nie Ze Szkoły (feat. Popek, prod. Profus)
9. Kilku Zgredów (feat. Rapszlak, prod. DonDe)
10. Przetrwania Sztuka (feat. Nizioł, prod. Profus, cuty DJ Gondek)
11. Co By Się Nie Działo (prod. Gołąb)
12. Każdy Chce Być Zarobiony (feat. Broży, prod. Profus)
13. HOD (prod. Profus, cuty DJ Gondek)
14. Krwawe Żniwo (feat. EmigraczE, prod. Puzon, cuty DJ Gondek)
15. W Którą Stronę (prod. Profus)
16. Wyzwania (feat. Arturo JSP, prod. Profus)
17. Cel Ryzyka Wart (feat. Egon, prod. Profus)
18. Niekończącą Się Historia (feat. Sowo Rapokalipsa, Karlos, prod. Puzon)
19. Mało Się Zmienia (prod. Profus)